# 珊瑚櫻

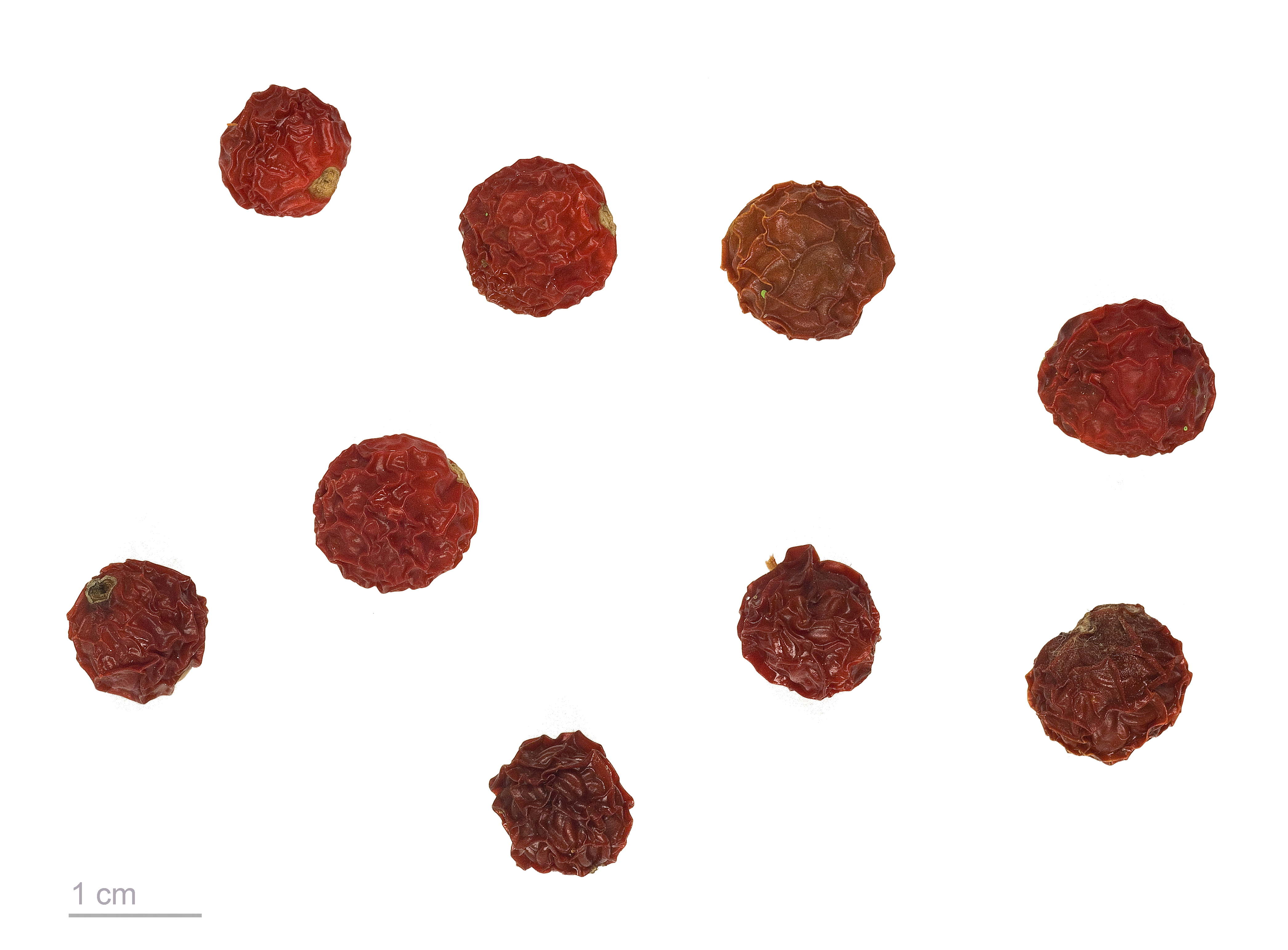
Solanum pseudocapsicum

珊瑚櫻又稱為玉珊瑚、聖誕果、珊瑚豆、紅珊瑚、野辣茄、耶路撒冷櫻桃，是茄屬下的一種植物，原產地為秘魯和厄瓜多爾。全年開白色花。

## 用途

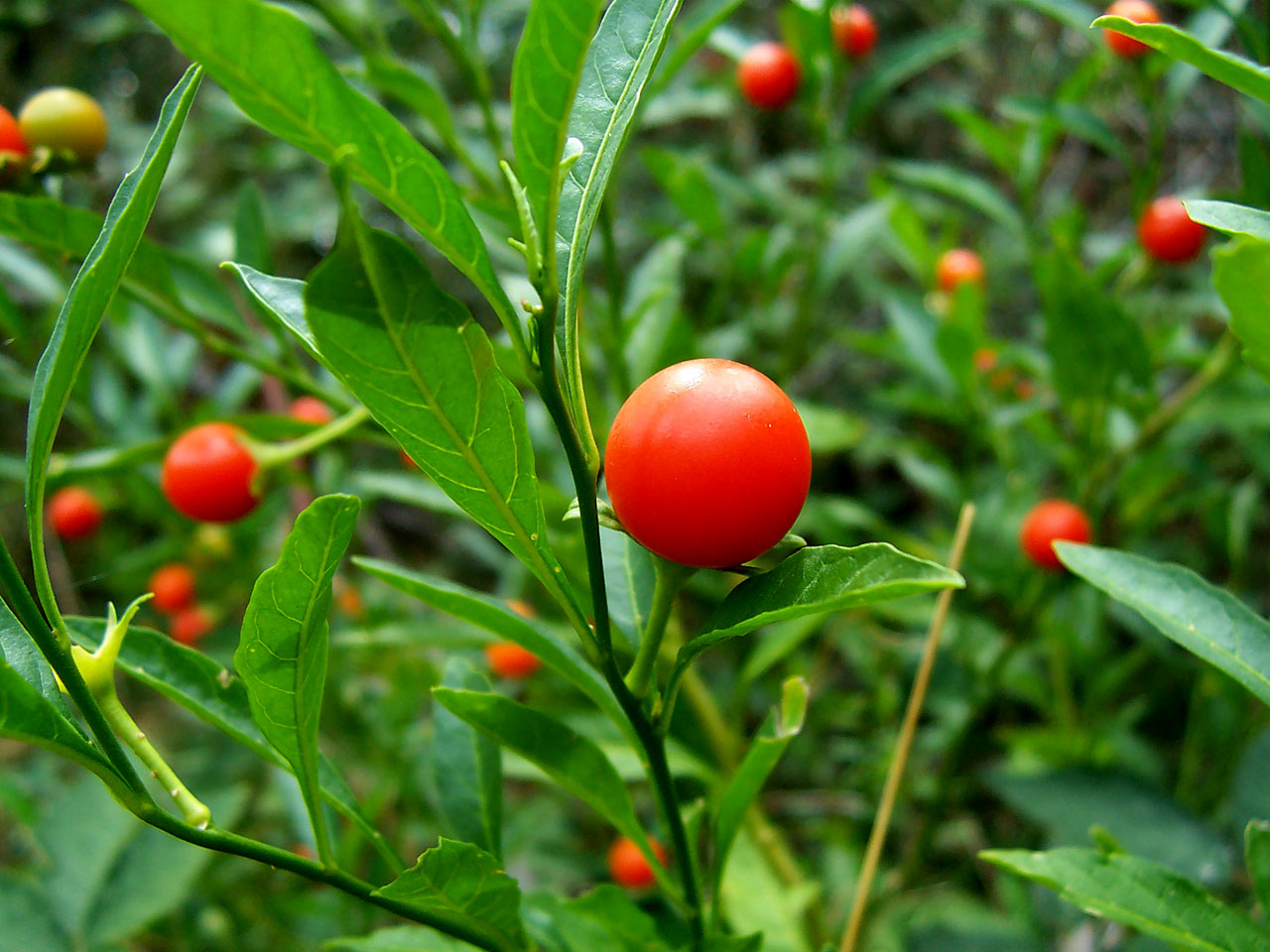
珊瑚櫻成熟的果實

珊瑚櫻由於花期長，因此主要用為觀賞植物（果實從結果到成熟落果可持久達三個月以上），珊瑚櫻的果實渾圓晶瑩，玲瓏可愛，為觀果之珍品，適合庭植緣栽，盆栽，果枝作花材。

## 毒性
珊瑚櫻含有辣茄碱，人類誤食會導致嘔吐和腸胃炎，它的毒素對貓和一部分鳥類也會起作用。

## 外部連結
- 珊瑚櫻 Solanum pseudocapsicum L. 臺灣生命大百科 （页面存档备份，存于）
- . 中国植物物种. 昆明: 中科院昆明植物研究所.   [2013-01-17]. （原始内容存档于2016-03-05）.（简体中文）
- 珊瑚櫻, Shanhuying （页面存档备份，存于） 藥用植物圖像數據庫 (香港浸會大學中醫藥學院) （繁體中文）（英文）